# Elly Ney
Pour les articles homonymes, voir Ney.
Elly Ney, est une pianiste allemande du XXe siècle, née le 27 septembre 1882 à Düsseldorf et morte le 31 mars 1968 à Tutzing. Pianiste d'une force touche « masculine », son jeu possède « une dimension spirituelle tout à fait exceptionnelle ».

## Biographie
Elly Ney passe ses années d'enfance à Düsseldorf, en compagnie de son père, Jakobus Ney, militaire de carrière, et de sa mère, Anna Ney, professeur de musique. À dix ans, la jeune pianiste est prise en classe de maître au Conservatoire de Cologne par Isidor Seiss, et Karl Böttcher (le maître, entre autres de Engelbert Humperdinck, Frederick Corder et Volkmar Andreae) pendant neuf ans. En 1901, elle reçoit le prix Mendelssohn de la ville de Berlin, juste un an avant de recevoir le prix Ibach, décerné par la ville de Cologne. Elle prend quelques leçons auprès de Teodor Leszetycki à Vienne (1903–1904), se perfectionne avec Emil von Sauer et se produit en 1905, pour la première fois dans cette ville.
Elle enseigne à Cologne (1906–1908), puis entreprend ses premières tournées internationales, ses interprétations de Brahms, Chopin et Beethoven la rendant célèbre, la critique et le public l'identifiant particulièrement à ce dernier,. Son premier enregistrement connu est certainement celui des « 13 pièces pour piano » (dreizehn Klavierstücke) de Sibelius avec le procédé Welte-Mignon de piano mécanique, datant du 9 février 1906. Elle dirige également ses élèves à Bonn.

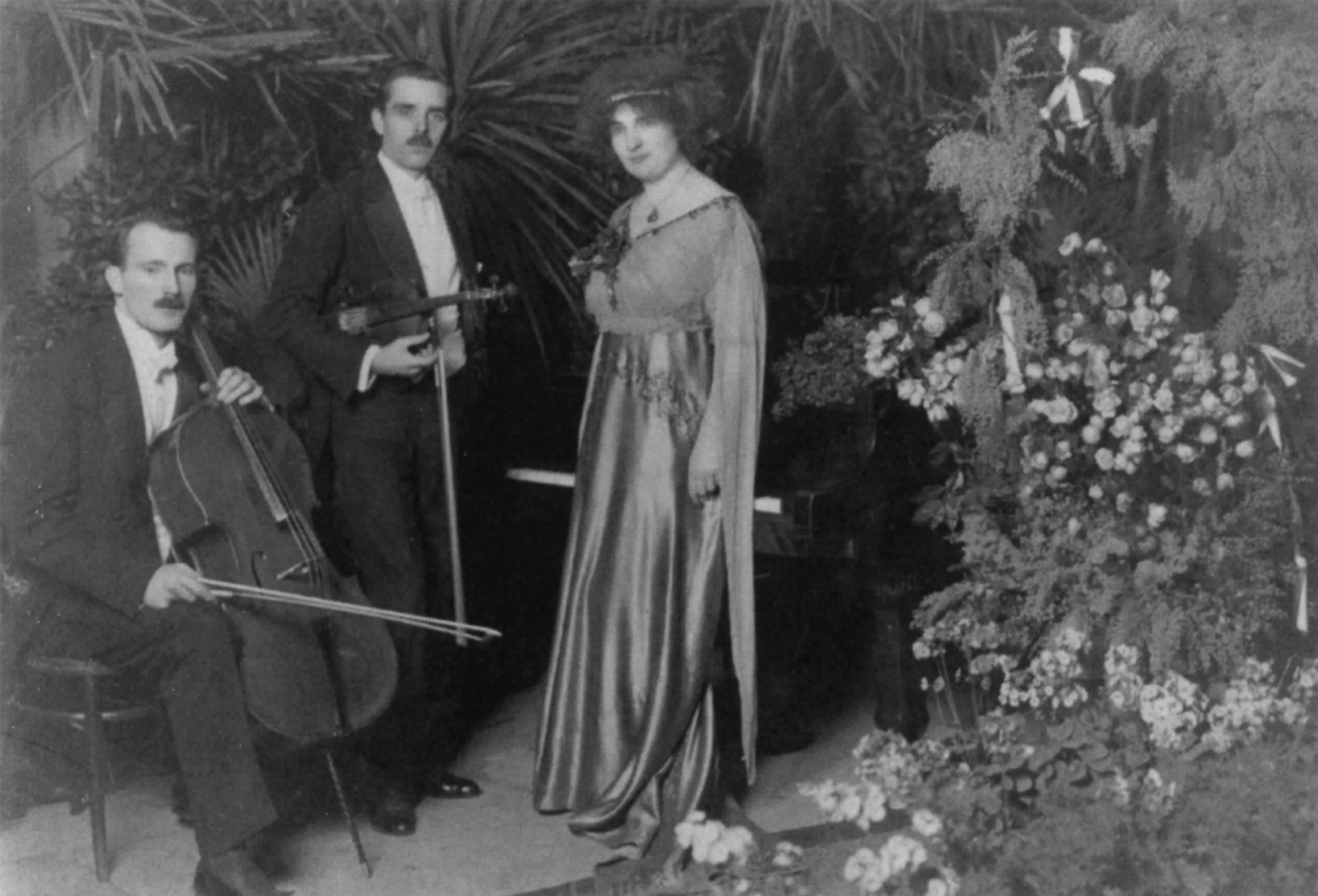
Le Trio Elly Ney en 1916.

Elle épouse le chef d'orchestre et violoniste néerlandais Willem van Hoogstraten (1911–1927). Le couple vit tout d'abord à Schlangenbad et plus tard à Bonn. Ils ont une fille, Eleonore (1918–2007), qui deviendra plus tard actrice. Au début de la Première Guerre mondiale, Hoogstraaten perd sa nomination en tant que maître de chapelle de Bad Honnef. Ils fondent ensemble, avec le violoncelliste Fritz Otto Reitz, « Le Trio Elly Ney » (Das Elly-Ney-Trio) et donnent des concerts en Allemagne, en Suisse et aux Pays-Bas.

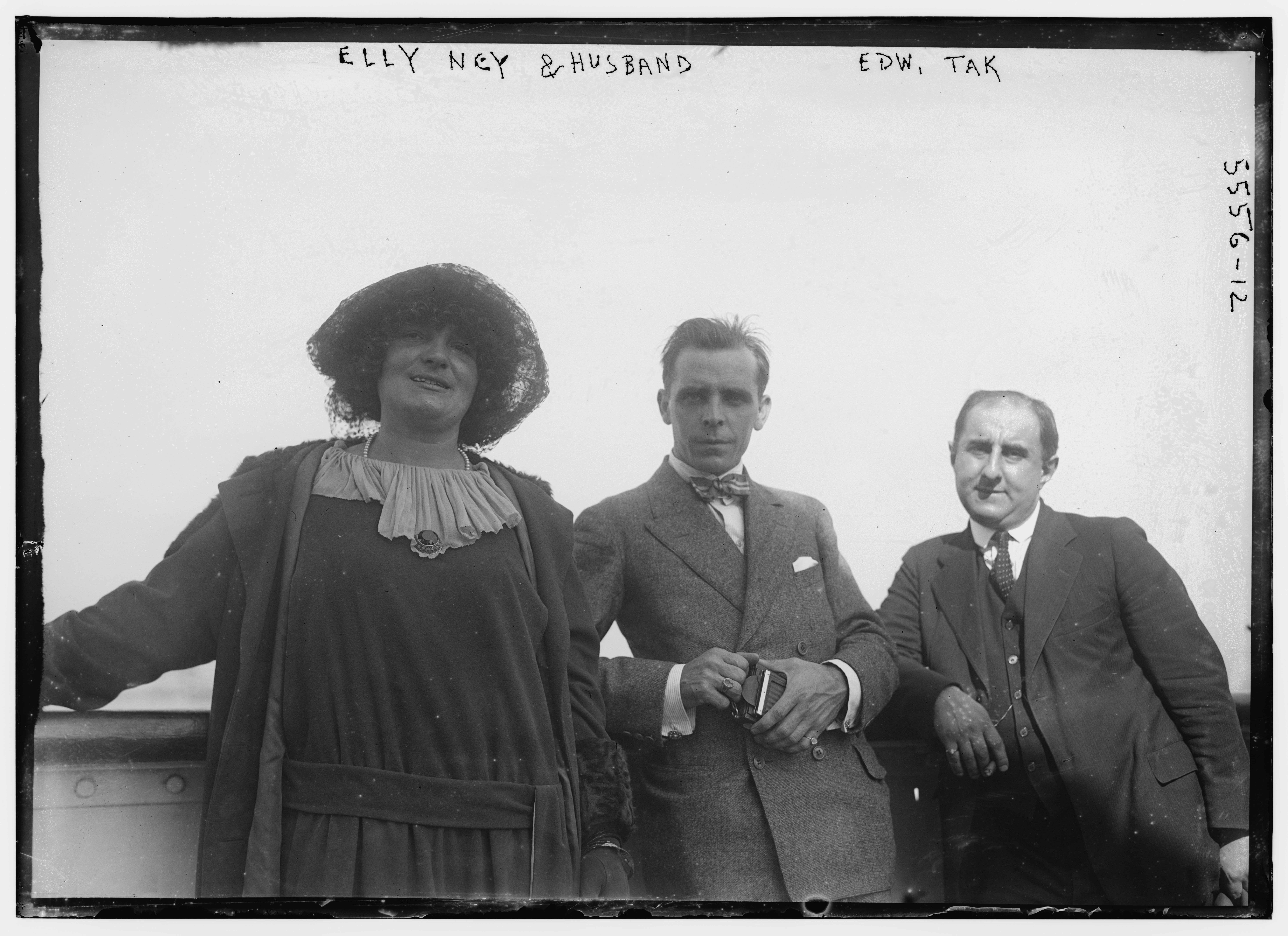
Elly Ney et son époux en 1921.

Elly Ney est membre honoraire de la rencontre Beethoven-Haus de Bonn en 1921 et commence une carrière américaine en 1921 (Carnegie Hall), se remariant peu de temps avec un Américain, marchand de charbon de Chicago, Paul F. Allais, en 1928. Puis en 1932, elle fonde un second trio avec Wilhelm Stross (de) et le violoncelliste Ludwig Hoelscher. Elle affichait des vues antisémites, refusant par exemple de remplacer le pianiste de confession juive Rudolf Serkin lors d'une annulation dès 1933. Elle devient membre du Parti national-socialiste en 1937, s'impliquant dans le mouvement de la Ligue des jeunes filles allemandes créée la même année. Elle est titulaire de l'Insigne d'honneur en or du NSDAP.
Pour ces raisons, après la guerre, elle est bannie de la scène par la ville de Bonn. Elle tente d'améliorer son image en levant des fonds (par des concerts en Europe) pour les réparations de la maison natale de Beethoven, très endommagée par les bombardements ; fonds finalement refusés par l'institution, considérant son nazisme était trop embarrassant et qu'elle était un membre « prononcée » du NDSAP. Elle est cependant nommée citoyenne d'honneur de Tutzing (à 40 km de Munich) en 1952 (Bonn ne lui retire son statut qu'en 1968, après sa mort).
À la fin de sa vie, surtout fixée à Munich, elle se consacre donc exclusivement à l'enseignement, en Allemagne et réalise des enregistrements prodigieux et très originaux, surtout de Beethoven, mais aussi les grands maîtres germaniques, comme Mozart, Schubert et Mendelssohn.
Son style, conservé jusqu'à un âge avancé, est puisé dans la virtuosité en vogue à l'époque de ses débuts, renforcé par son caractère « impulsif ». Son jeu est puissant, souvent qualifié de « masculin », car le public n'était pas habitué à cette force sous les doigts d'une femme. Elle donne en outre à son jeu « une dimension spirituelle tout à fait exceptionnelle », dont un des exemples sont les deux enregistrements (1936 et 1958) de l'opus 111 beethovénien.

## Écrits

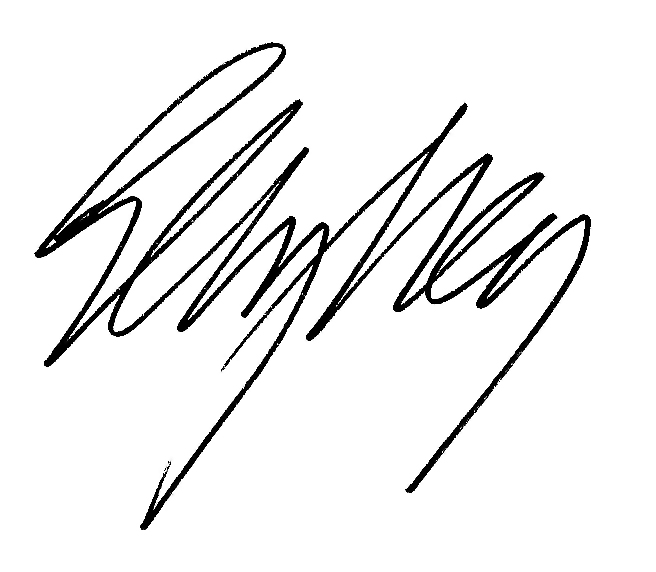
Signature.

- Ein Leben für die Musik, autobiographie (1re éd. Darmstadt, Schneekluth 1952 ; 2e éd. Pattloch, 1957 sous le titre : « Erinnerungen und Betrachtungen ; Mein Leben aus der Musik ») (OCLC 230739842 et 247398113)

## Discographie
- The Welte Mignon Mystery Vol. 08 - Elly Ney (Leipzig, 9 février 1906, Tacet) (OCLC 727365677) — Gravures enregistrées en 2006.
- Beethoven, Sonates pour violoncelle, op. 69 et 102 nos 1 et 2 – Ludwig Hoelscher, violoncelle (Bayer Dacapo) (OCLC 39792932)
- Schumann, Quatuor avec piano, op. 47 ; Mozart, Concerto pour piano K. 540 ; Haydn, Rondo all'Ongareso – Orchestre de chambre, dir. Wilhelm van Hoogstraten (1935, Hänssler Classic) (OCLC 56914938)
- Beethoven, Sonate op. 111 ; Schubert, Fantaisie Wanderer (1928-1951, Membran Music) (OCLC 794277272)
- Beethoven, Sonates op. 13, 27/2, 57 et 110 (18-22 décembre 1956, « the mono era (1948-1957) » CD 40, DG) (OCLC 968155731)